# Lilla Orsjön
Lilla Orsjön (eller Lilla Oredsjön) är en sjö i Olofströms kommun i Blekinge och ingår i Skräbeåns huvudavrinningsområde.